# San Antolín de Ibias
San Antolín (asturisch Santo Antolín) ist ein Ort und gleichzeitig Namensgeber eines Parroquia in der Gemeinde Ibias der spanischen Provinz Asturien.
Das Parroquia hat eine Fläche von 22,05 km² und zählte 2011 449 Einwohner. San Antolín liegt auf einer Höhe von 295 m über dem Meeresspiegel mit dem  Pena Rogueira (1.961 m) als höchste Erhebung. San Antolin liegt am Rio Ibias und ist der Verwaltungssitz der Gemeinde Ibias.

## Sehenswürdigkeiten
- Pfarrkirche Santa María aus dem 11. Jahrhundert
- Ethnografisches Museum „Museo etnográfico de San Antolín“
- Kapelle San Isidro in Cuantas
- Hubschrauberlandeplatz Helipuerto Ibias

## Feste
- 4. Dezember Santa Barbara
- Los Remedios, am 14. Mai in Linares
- La Santa Cruz, am 14. September in Piñeira.

## Dörfer und Weiler
- Caldevilla – 14 Einwohner 2011 43° 2′ 30″ N, 6° 52′ 48″ W
- Cuantas – 30 Einwohner 2011 43° 1′ 58″ N, 6° 52′ 28″ W
- Ferreira – 25 Einwohner 2011 43° 3′ 23″ N, 6° 53′ 7″ W
- Folgoso – 22 Einwohner 2011 43° 2′ 56″ N, 6° 52′ 33″ W
- Linares – 13 Einwohner 2011
- Montillo – 4 Einwohner 2011
- Peneda – 4 Einwohner 2011
- Piñeira – 16 Einwohner 2011 43° 3′ 2″ N, 6° 51′ 45″ W
- San Antolin – 321 Einwohner 2011 43° 2′ 15″ N, 6° 52′ 20″ W